# マーチ・86G

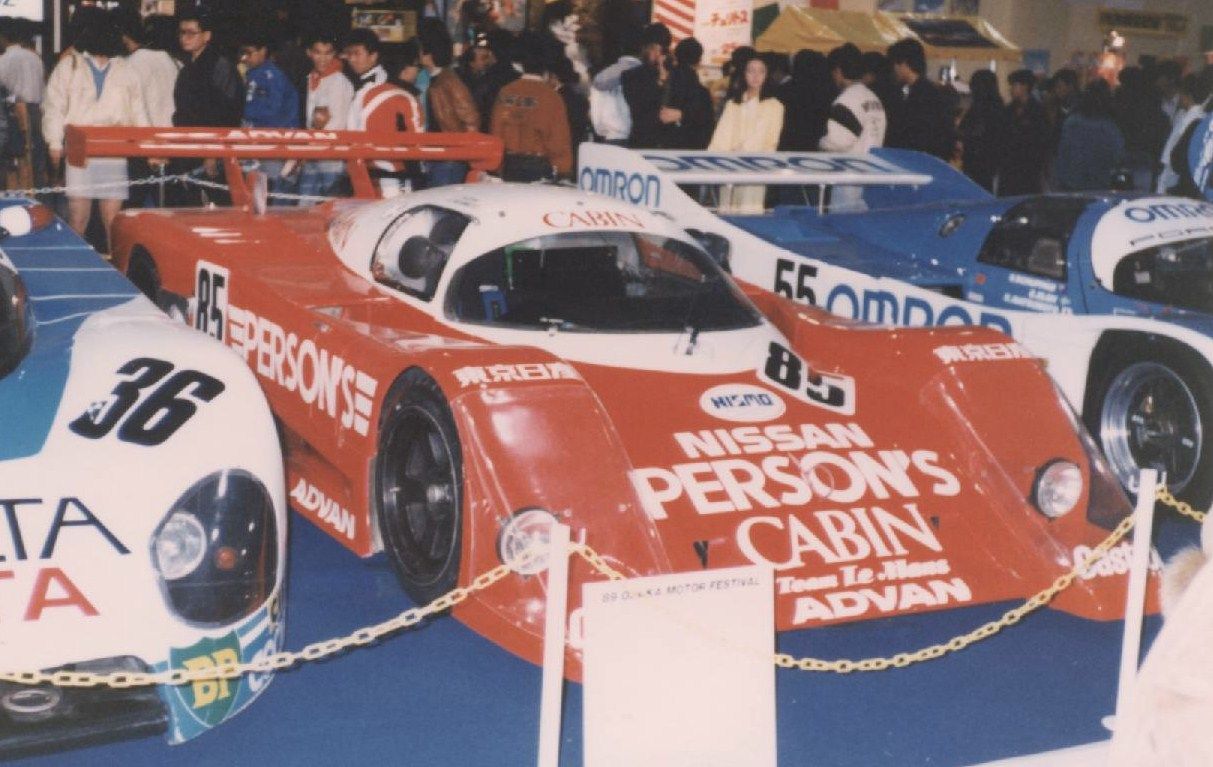
マーチ86G・日産 (パーソンズ車)

マーチ・86G (March 86G) は、マーチ・エンジニアリング作成の1986年型グループC・IMSA-GTP用汎用シャシである。

## 概要
マーチ86Gシャシは全部で11台製作され、6台がIMSAを戦うマクラーレン・ノースアメリカのBMW-GTP用。1986年の全日本耐久選手権 (後の全日本スポーツプロトタイプカー耐久選手権) およびル・マン24時間レース参戦用に日産がマーチより4台購入 (うち1台はチーム・ルマンが購入)。残る1台がゼネラルモーターズ製エンジン (ビュイックブランド) を積んだ。日産用とBMW用、GM用はホイールアーチ等、外観も異なる。
| Chassis | Car Brand(s)                  | Years Ran        | Championship  |
| ------- | ----------------------------- | ---------------- | ------------- |
| 86G-1   | BMW GTP                       | 1986             | IMSA Camel GT |
| 86G-2   | BMW GTP                       | 1986             | IMSA Camel GT |
| 86G-3   | BMW GTP                       | 1986             | IMSA Camel GT |
| 86G-4   | BMW GTP - ビュイックホークGTP | 1986, 1987, 1988 | IMSA Camel GT |
| 86G-5   | 日産 R86V                     | 1986–87          | JSPC - WEC    |
| 86G-6   | 日産 R86V                     | 1986             | JSPC - WEC    |
| 86G-7   | 日産 R86V                     | 1986–87          | JSPC - WEC    |
| 86G-8   | 日産 R86V                     | 1986–88          | JSPC - WEC    |
| 86G-9   | BMW GTP - ビュイックホークGTP | 1988             | IMSA Camel GT |
| 86G-10  | BMW GTP - ビュイックホークGTP | 1988             | IMSA Camel GT |
| 86G-11  | ビュイックホークGTP           | 1987–88          | IMSA Camel GT |

## 日産R86V
1985年シーズンは「シルビアターボC」、「スカイラインターボC」の名前でレースにエントリーしていた日産のCカー (マーチ・85G/日産) だったが、1986年シーズンのマーチ86G/日産は「日産・R86V」の名でエントリーしている。この命名ルールを作成したのは日産自動車の大久保芳美。
日産は前年に引き続き3.0L V型6気筒ターボエンジン・VG30を搭載してグループCレースに参戦した。シャーシは86G-5から86G-8の4台を購入し、86G-5は当初ホシノレーシングに提供されたが、1986年ル・マン用に日産ワークスチーム (ニスモ) にリースされた。86G-6および86G-7は日産ワークスチーム (ニスモ) によって運営され、86G-7はハセミモータースポーツ、86G-8はパーソンズレーシングチーム（チーム・ルマン）に販売された。
1986年4月6日に開催の全日本耐久選手権開幕戦「鈴鹿500km」がデビュー戦となり、まずはホシノレーシングの86G-5のみが参戦した。しかしプラクティス中のエンジン炎上により決勝レースには参加できず、実質的なデビューレースは第2戦富士1000km、チーム・ルマンのマシンが5位で完走している。
86G-5はこの年が日産の初出場となるル・マン24時間に遠征しエースマシンとなるが、予選で24位を獲得した後、決勝は4時間ほどでギアボックスの故障でリタイヤとなった。帰国後の国内耐久では4戦中3戦でフロントロウを独占する速さを見せたが、決勝ではリタイヤが多く一度も表彰台に立てなかった。
翌1987年は、日産が主力マシンをV型8気筒VEJ30搭載のマーチ・87G (R87E) に移行したため、V型6気筒を搭載するマーチ86Gを使用するのはサテライトのチーム・ルマンのみとなったが、熟成不足のV型8気筒エンジン搭載車よりもむしろ好走を見せることも多く、WEC-JAPANでは3.2Lに拡大したアルミブロックVG30、和田孝夫のドライブで日本の自動車メーカーのエンジン搭載車初のポールポジションを獲得した (ただし決勝は通常のスチールブロックのVG30を使用)。最終戦富士500 kmでも連続ポールポジション獲得。決勝でも日産Cカーとして事実上初めて優勝争いに加わり過去最高の4位に入賞している。
翌1988年もチーム・ルマンからル・マン24時間に遠征。JSPC第4戦以降はマーチ・88Gに移行したが、WEC-JAPANでは88Gとの2台体制でチーム・ルマンから参戦した。

## BMW GTP

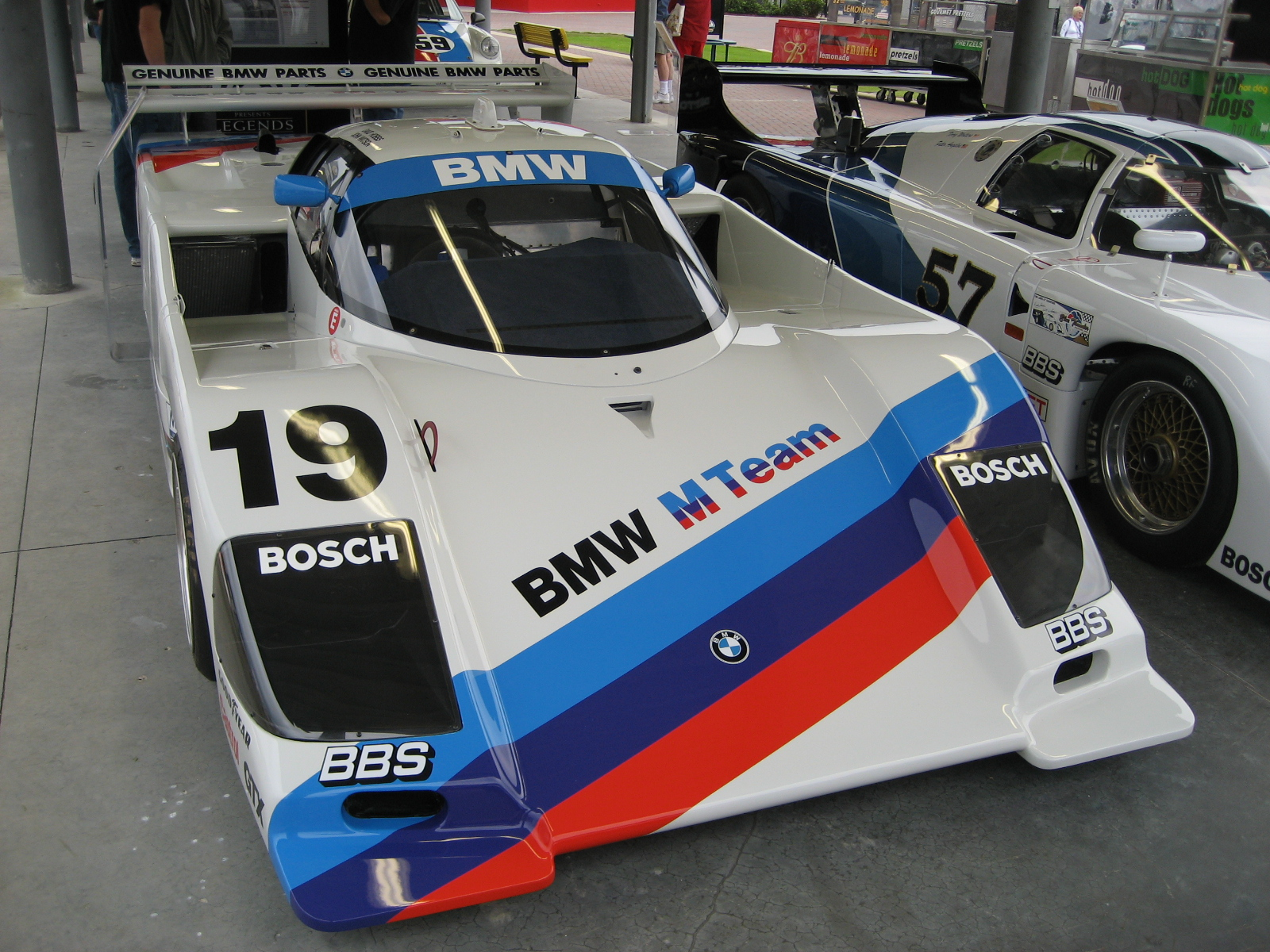
BMW GTP

シャーシナンバー、86G-1から86G-4までは、BMW IMSAチームによって購入され、BMW・GTPと名前が変更された。車は1986年のIMSA GTPクラスにエントリー、18号車がデイビー・ジョーンズとジョン・アンドレッティ、19号車がジョン・ワトソンとデヴィッド・ホッブスがドライブした。

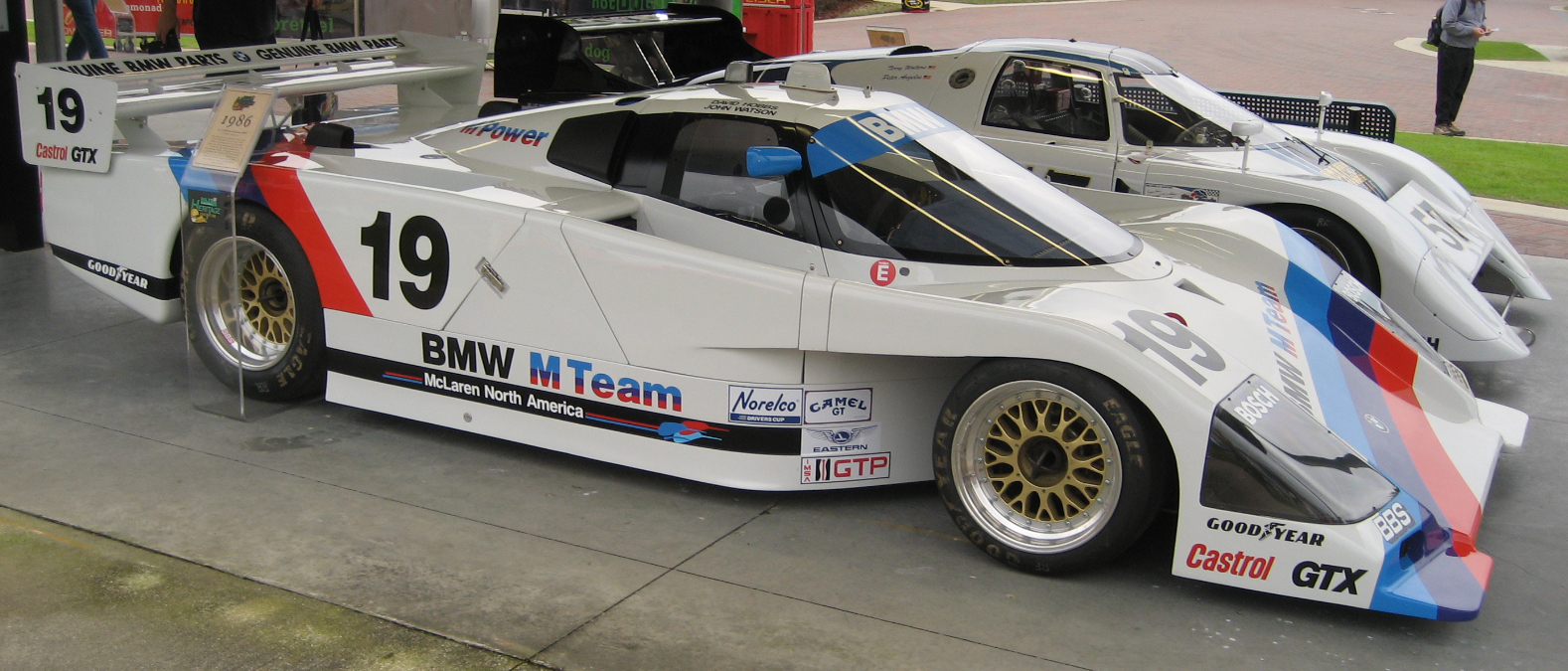
BMW GTP

BMW North Americaは、1986年IMSA GT選手権、開幕戦デイトナ24時間レースでデビュー予定だった。しかし、ロードアトランタでのテスト中に火災が発生したため、完成した唯一の車はひどく損傷しレースは欠場した。BMW GTPは次戦マイアミグランプリでデビューした。ジョーンズ/アンドレッティ車は41周でクラッシュし25位、ホッブス/ワトソンは9位だった。セブリング12時間レースでは、BMW North Americaは3台の車を走らせる予定だったが、ボビー・レイホールの車が大きな事故に巻き込まれ、レースから欠場した。その後も苦戦が続いたが、ポートランド戦で、ワトソンとホッブスは総合4位でフィニッシュした。シアーズポイント戦では、アンドレッティとジョーンズは総合5位となった。そしてワトキンズ・グレン戦で、ジョーンズとアンドレッティは24秒差で2位のポルシェ・962に勝ち初勝利を収めた。その後優勝は無く、ドライバーズチャンピオンシップでは、アンドレッティはGTPクラス22位、ジョーンズは25位、ホッブスとワトソンは28位だった。しかし、BMWはシーズン終了後、IMSA GTPから撤退した。